# Rubin Tiumen
Rubin Tiumen är en ishockeyklubb från staden Tiumen i Ryssland. Klubben bildades 1972 och spelar för närvarande i Vyssjaja chokkejnaja liga (VHL), som de dessutom vann den första säsongen som ligan spelades (2010/11). Klubben hette Gazovik Tiumen mellan 1995 och 2010, då den fick sitt nuvarande namn. Förutom segern i VHL 2010/11 kom klubben även tvåa i VHL 2011/12. Klubben spelar på Sports Palace Tiumen som tar 3 300 personer vid fullsatt.